# It's Five O'Clock
It's Five O'Clock is het tweede studioalbum van de in wezen Griekse muziekgroep Aphrodite's Child. De groep was toen al uitgeweken naar Engeland, zowel op aanraden van het management, alswel de dreigende situatie en censuur van het kolonelsregime in Griekenland destijds. Vangelis kreeg ten tijde van de opnamen van het album steeds meer last van “het beroemd zijn “ en trok zich verder terug in zijn eigen geluidsstudio Europa Sonor Studio in Parijs (later vestigde hij zich weer in Londen). Het album is opgenomen vanaf juni 1969 in de Trident Studio en eerder vermelde privéstudio van Vangelis.
In juni 1969 verscheen ook een losse single I Want to Live/Magic Mirror, die de eerste plaats in de voorloper van de Single Top 100 haalde. I Want to Live is gebaseerd op Plasir d’amour van Jean-Paul Egide Martini. Deze single werd alleen in Italië voorafgegaan door het in december 1968 opgenomen Lontano Dagli Occhi/Quando l”Amore Diventia Poesia dat in januari 1969 verscheen. Dit vanwege de mogelijke deelname aan een muziekfestival in San Remo, Aphrodite’s Child zou er uiteindelijk niet spelen.
De eerste single die het album vlot moest trekken was Let Me Love, Let Me Live, dat in oktober 1969 verscheen. Het nummer behaalde de eerste plaats in de Franse hitlijsten, de rest van Europa hield het bij B-kant Marie Jolie. De bekendheid van het album werd vergroot door het uitbrengen van de titeltrack in december 1969.
Na het verschijnen van het album bleef Vangelis “thuis”, Harris Chalkitis verving hem gedurende de concerten. Vangelis begon alvast te werken aan het volgende album en aan zijn eerste soloproject, de filmmuziek van Sex Power van Henry Chapier. Aan die tijd heeft de band nog een hit te danken: het in juni 1970 opgenomen Spring, Summer, Winter and Fall/Air  verscheen in augustus 1970; deze haalde de 12e plaats in de voorloper Nederlandse Single Top 100.
De breuk binnen de band werd na dit album en singles versneld doordat ook Roussos aan een soloplaat ging werken; het in 1971 verschenen On the Greek Side of My Mind met Sideras en Silver Koulouris, een van de grondleggers van Aphrodite's Child.  

## Musici
Band:
- Vangelis Papathanassiou: orgel
- Demis Roussos: zang, bas en gitaar
- Lucas Sideras: drums, timbales

## Muziek
De muziek laat een wisselend beeld zien van de ballades, die door Rousos werden aangestuurd en de progressieve rock van de kant van Vangelis. Vangelis speelde bijvoorbeeld vibrafoon op Funky Mary, ook zijn trompetspel is op het album te horen. De onderstaande compact disc tracklist kwam tot stand met medewerking van Vangelis in 2007.

| Nr. | Titel                                                  | Duur |
| --- | ------------------------------------------------------ | ---- |
| 1.  | It's Five O'Clock (Vangelis, Richard Francis)          | 3:31 |
| 2.  | Wake Up (Vangelis, Francis)                            | 4:04 |
| 3.  | Take Your Time (Vangelis, Francis)                     | 2:39 |
| 4.  | Annabelle Lee (Rousos, R.Adams)                        | 3:45 |
| 5.  | Let Me Love, Let Me Live (Sideras, Francis)            | 4:43 |
| 6.  | Funky Mary (Vangelis, Sideras)                         | 4:11 |
| 7.  | Good Time So Fine (Vangelis, V. Johnson)               | 2:45 |
| 8.  | Marie Jolie (Vangelis, Francis)                        | 4:41 |
| 9.  | Such a Funny Night (Vangelis, Francis)                 | 4:34 |
| 10. | I Want to Live (bonustrack)                            | 3:54 |
| 11. | Magic Mirror (bonustrack)                              | 2:56 |
| 12. | Lontano Dagli Occhi (bonustrack)                       | 3:44 |
| 13. | Quando L’Amore Diventa Poesia (bonustrack)             | 2:43 |
| 14. | Spring, Summer, Winter and Fall (bonustrack, Vangelis) | 4:57 |
| 15. | Air (bonustrack, Sideras)                              | 4:18 |